# Antoine Crozier
Antoine Crozier, né le 8 février 1850 à Duerne dans le Rhône, mort le 10 avril 1916 à Lyon, est un prêtre catholique français.

## Biographie
Antoine Crozier est né le 8 février 1850 à Duerne dans le Rhône.
Entré au petit séminaire en 1867, il en ressort au moment de la guerre de 1870 pour aider ses parents dans leur commerce de toile souveraine. 
Entré au grand séminaire Saint-Irénée de Lyon en 1871, il est ordonné prêtre le 22 septembre 1877 et obtient son doctorat en théologie en 1881.
En 1882, il est nommé aumônier d'un Carmel et devient le directeur spirituel de la prieure qui l'incite à rédiger un ouvrage. C'est alors qu'il publie Comment il faut aimer le bon Dieu, livret qui sera imprimé à un million d'exemplaires. 
De sa rencontre avec une jeune postulante au Carmel, Antonine Gachon, favorisée de visions, il fonde en 1888 l'Union dans le Sacré-Cœur et pour le Sacré-Cœur, pour faire « aimer  le Bon Dieu et le Cœur de Jésus »,  association à l'origine de l'Union des Frères et Sœurs du Sacré-Cœur de Jésus qui sera fondée un peu plus tard par Charles de Foucauld.
Stigmatisé le 10 janvier 1901, durant l'Eucharistie, il demanda au Christ que ses stigmates devinssent invisibles ; il fut exaucé mais en garda les souffrances jusqu'à sa mort.
Il fut ami du Père Charles de Foucauld qui entra dans l'Union en 1903. Les lettres que Charles de Foucauld lui a écrites ont été publiées.
Malade, il meurt le 10 avril 1916 à Lyon.

## Œuvre
- Par Amour. Consignes d’un animateur surnaturel, éditions Emmanuel Vitte, Paris, 1959
- Veilleur, que vois-tu dans la nuit ?, éditions Ancilla, 1968
- Comment aimer Dieu, Excelsior - Association Théotime, 2004,  (ISBN 2-915628-06-8)
- L'Apôtre du Sahara
- L'Union apostolique Universelle
- Comment il faut aimer le Bon Dieu, Paris, Éditions Pierre Téqui, 2010, 96 p. (ISBN 978-2-7403-1536-1, BNF 42271853)

## Compléments